# کاپکا جورجیوا
کاپکا جورجیوا (بلغاری: Капка Георгиева, later Панайотова؛ زادهٔ ۳۰ سپتامبر ۱۹۵۱) ورزشکار روئینگ اهل بلغارستان است.
وی در مسابقات کشوری و بین‌المللی در مجموع برندهٔ ۱ مدال نقره شده‌است.